# Lacinipolia roseosuffusa
Lacinipolia roseosuffusa är en fjärilsart som beskrevs av Smith 1900. Lacinipolia roseosuffusa ingår i släktet Lacinipolia och familjen nattflyn. Inga underarter finns listade i Catalogue of Life.